# Минами
Минами е един от 11-те района на Киото. Името на района означава „южен район“. През него преминават реките Камо и Катсура. Населението на Минами е около 98 000 души (2008).
Районът е образуван от 6 села през 1889 г.
Най-известният в района е Будисткият храм То-джи.

## Галерия
- Будистки храм То-джи
- Будистки храм То-джи
- Будистки храм То-джи
- Будистки храм То-джи
- Будистки храм То-джи
- Будистки храм То-джи
- Будистки храм То-джи
- Будистки храм То-джи
- Будистки храм То-джи
- Будистки храм То-джи
- Будистки храм То-джи
- Камък маркиращ южната порта на Киото „Рашомон“, представена във филма на Куросава